# 湖水祭
湖水祭（こすいまつり、こすいさい）
- 主に湖のほとりで行われる祭のことをこのように呼ばれる。湖水祭は、洞爺湖（北海道）、朱鞠内湖（北海道）、かなやま湖（北海道）、小川原湖（青森県）、錦秋湖（岩手県）、沼沢湖（福島県）、大沼 (赤城山)（群馬県）、芦ノ湖（神奈川県）、神竜湖（広島県）、金砂湖（愛媛県）、奥物部湖（高知県）など全国各地に存在する。
- 1983年から1984年に放送された日本のテレビドラマ。本項で詳述。

『湖水祭』（こすいさい）は、1983年9月14日から1984年1月25日までフジテレビの「平岩弓枝ドラマシリーズ」枠で放映されていたテレビドラマである。全20話。放送時間は毎週水曜 21:00 - 21:54 （日本標準時）。

## 概要
「平岩弓枝ドラマシリーズ」の第22弾。白夜の北ヨーロッパとスカンジナビア半島と、日本の両方を舞台に、建設業界の大企業の社長一族を巡る野望と愛憎を、北欧の自然と風土の映像と共に描いた。デンマーク、スウェーデン、フィンランドなど北欧諸国でロケを敢行した。ロケの実施時が北欧で一番暑い時期で、更に当時現地は異常気象とも言える天候状態だったとあって、暑さに弱いという主演の多岐川裕美は「過酷なロケだった」と話している。
旅行代理店のコペンハーゲン支店に勤める長谷兵庫は、現地に一人旅で来て、ホテルを捜している古河雪江と出会う。出会ったのは、観光ツアーの予約確認のために訪れたストックホルム郊外のスコークロステル城だった。しかしあいにくどのホテルも満室で、兵庫は自分の部屋を雪江に提供。その後兵庫は、フィンランド・ヘルシンキで自殺した古河健志の調査を頼まれるが、雪江がその古河の妻だったことを知って驚く。

## キャスト
- 古河雪江：多岐川裕美
- 長谷兵庫：田村亮
- 長谷真紀子（兵庫の姉）：奈月ひろ子
- 佐伯年雄（古河健志の友人）：尾藤イサオ
- 大和田（コペンハーゲン支店長）：立原博
- ：嵯峨善兵
- 石川寛子：渡辺陽子
- ：草薙幸二郎
- 佐伯啓介（刑事、佐伯年雄のいとこ）：小林稔侍
- 古河左江：杉村春子
- ：松下達夫
- 本田大介：長谷川初範
- ：有吉ひとみ
- ：長沢大
- ：石田夏子
- ：中田萬三彦
- ：下元勉
- 木村浩司（木村人形劇団団員）：松山政路
- 榊原忠大：安部徹
- 古関美代（榊原邸の番頭）：近松麗江
- 河田要：田村高廣
- 榊原千春：新珠三千代
- 榊原宗一郎：平幹二朗

## スタッフ
- 原作・脚本：平岩弓枝（サンケイ出版　刊）
- 音楽：甲斐正人
- 演奏：アップライトミュージック
- 主題歌：「ラ・ムール」（作曲：筒美京平、作詞・唄：丸山圭子
- 協力：日本航空
- 装身具協力：コンテス
- 衣裳協力：CLOVEvs CLOVES、PARYS
- 衣裳デザイン：芦田淳
- 衣裳協力：ローレル紳士服、鈴乃屋、ミカレディ
- 美術：山本修身
- 技術：佐藤実
- 照明：横山碩鋭
- カメラ：大嶋隆
- 音声：大河真
- 映像：西野健二
- 録画：森谷勇
- 編集：森武司
- 美術制作：内海宏之
- 美術進行：金子隆
- 大道具進行：鈴木康之
- 装飾：田村洋
- 持道具：塩出健
- 衣裳：青木幸雄
- メイク：青柳いづみ
- かつら：牧野勇
- タイトル：川崎利治
- 視覚効果：高橋千之
- 音響効果：伊藤元明
- スチール：青木操生
- 演出補：鎌田敏郎
- 制作補：川口達也
- 記録：坂巻厚子
- プロデューサー：大野木直之、諏佐正明
- 演出：戸国浩器、河毛俊作
- 制作著作：フジテレビ